# Patrik Fredholm
Patrik Fredholm, född 10 maj 1978 i Stockholm, är en svensk fotbollsspelare som har spelat för bland andra klubbarna AIK och Örgryte IS. Han blev svensk mästare med AIK 1998.